# 北海道道985号山部北の峰線

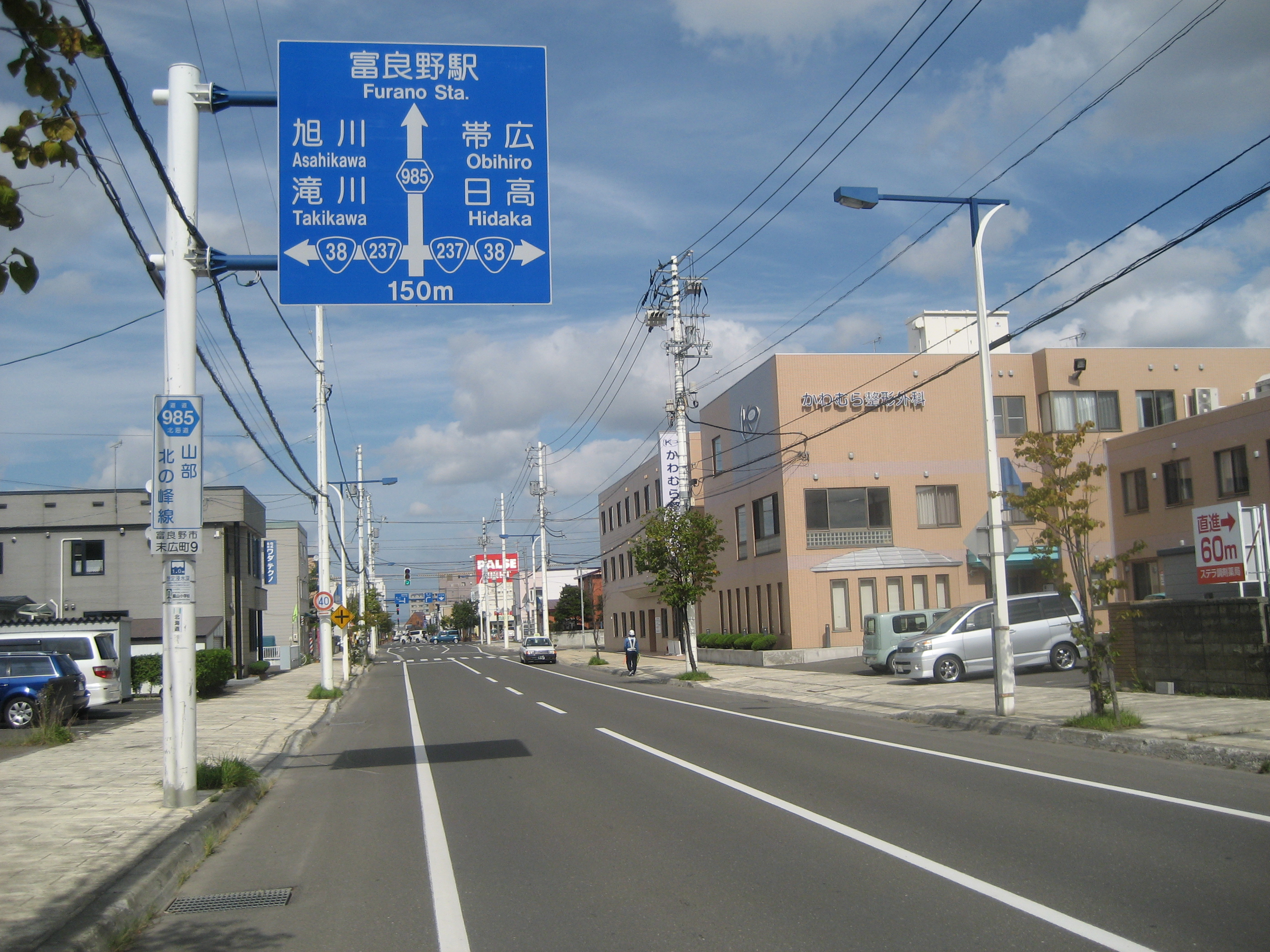
富良野市末広町９付近

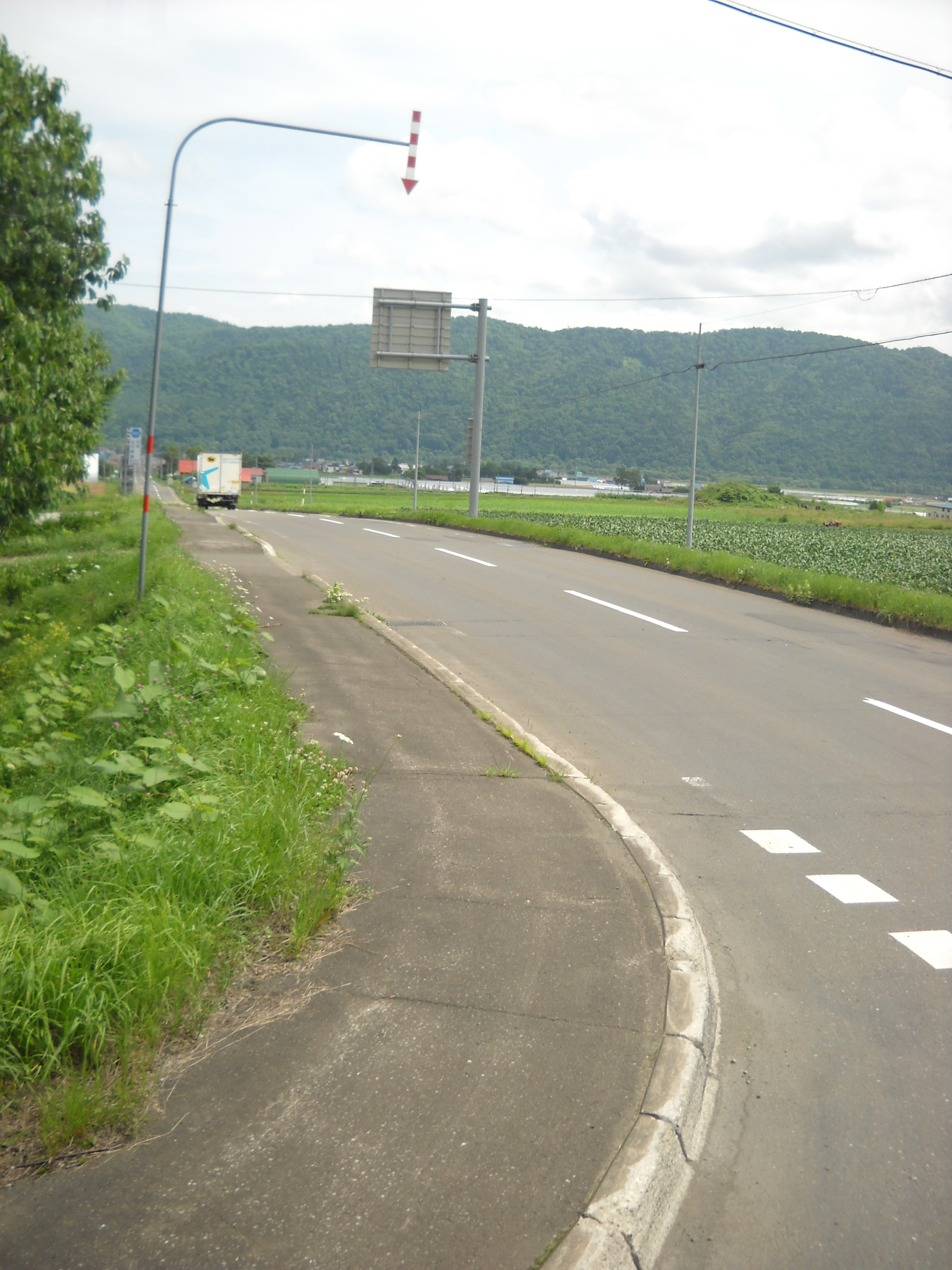
山部西20線にて起点方向（東方）を望む

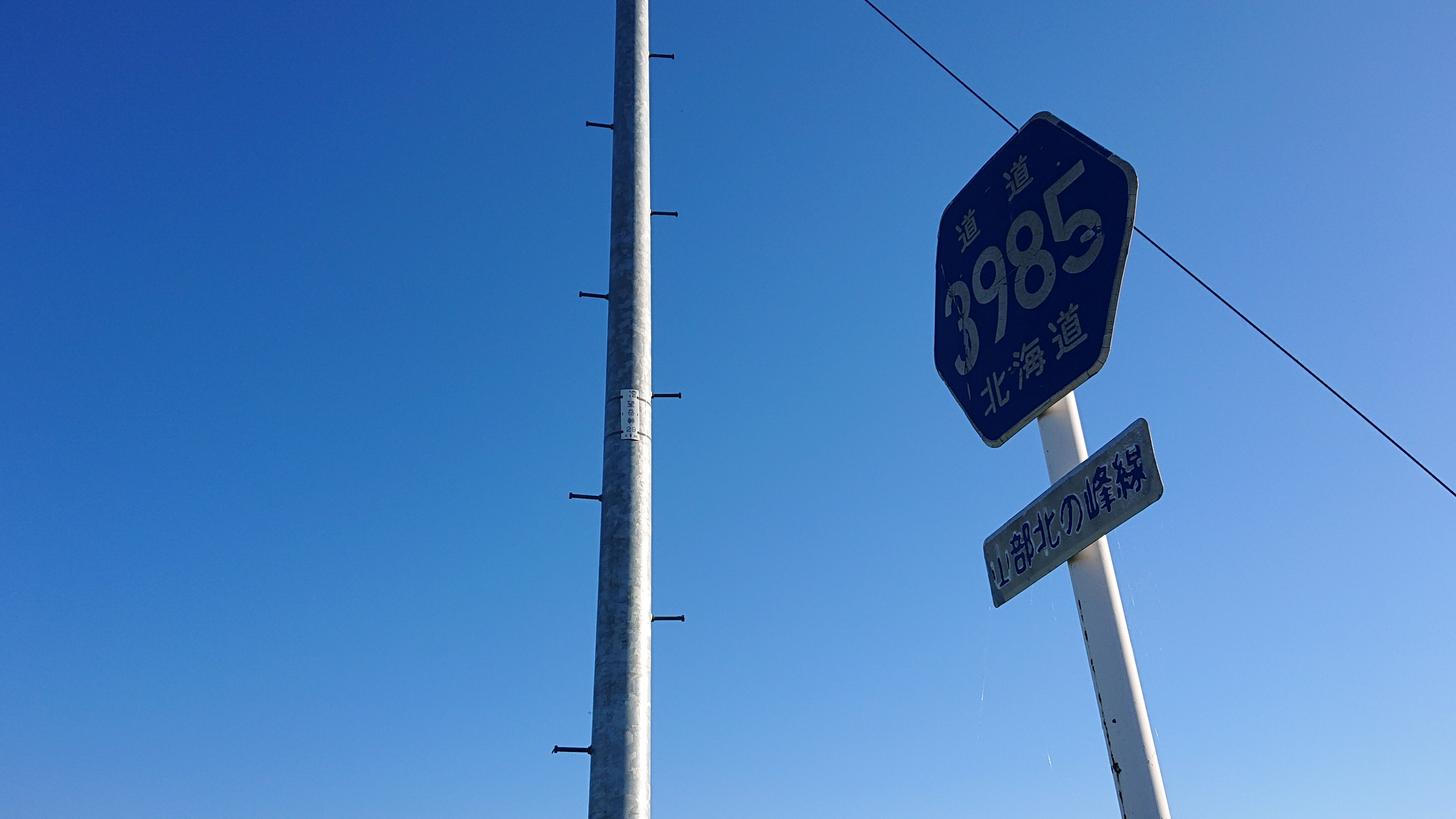
北海道道985号山部北の峰線

北海道道985号山部北の峰線（ほっかいどうどう985ごう やまべきたのみねせん）は、北海道富良野市内を結ぶ一般道道（北海道道）である。

## 概要

### 路線データ
- 起点：北海道富良野市山部西20線（北海道道706号南陽山部停車場線交点）
- 終点：北海道富良野市末広町（国道38号交点）
- 総延長：13.816 km[1][注釈 1]
- 実延長：12.501 km[1][注釈 1]
- 重用延長：1.315 km[1][注釈 1]

### 道路管理者
- 上川総合振興局 旭川建設管理部 富良野出張所

## 歴史
- 1980年（昭和55年）3月31日 - 路線認定[2]。

## 路線状況

### 道路施設

#### 主な橋梁
- ふらの五条大橋（241 m、空知川、富良野市下五区 - 富良野市末広町）

## 地理

### 通過する自治体
- 上川総合振興局
  - 富良野市

### 交差する道路
富良野市
- 北海道道706号南陽山部停車場線 - 山部西20線（起点）
- 国道38号 - 末広町（終点）